# Jona Lewie
Jona Lewie (* 14. März 1947 in Southampton, Großbritannien als John Lewis) ist ein britischer Popsänger, Songwriter und Multiinstrumentalist. Sein erfolgreichster Song ist das Weihnachtslied Stop the Cavalry.

## Karriere
1968 studierte Jona Lewie in London Soziologie an der London University. Nebenbei spielte er in einer Band mit Dave Brock, der später Hawkwind gründete, nahm unter seinem eigenen Namen Songs auf und arbeitete als Sessionmusiker, u. a. auf Arthur Crudups LP Roebuck Man. Mitte 1969 ging er für einige Zeit in die USA und nahm dort mehrere Lieder auf. Zurück in London beendigte Jona sein Studium und schloss sich der Band Brett Marvin & the Thunderbolts an, mit der er mehrere Songs für die britische Blues-Anthologie Gasoline aufnahm.
Mitten in der Hochzeit des Heavy- und Glam-Rock, zwischen den als Solokünstler aktiven ehemaligen Beatles und der Wiedergeburt der Rolling Stones als Liveband wirkten Brett Marvin & the Thunderbolts mit ihrem Mix aus Skiffle, Blues, Festzeltmusik und Humor eher anachronistisch. Doch es gab eine Menge Leute, die den Spaß liebten, den die Band bei ihren Konzerten in Clubs und Colleges verbreitete. Nach einer Reihe eher erfolgloser Singles nahm die Gruppe 1972 den von Jona Lewie geschriebenen Song Seaside Shuffle auf, der stark an den Sommerhit des Jahres 1970, In the Summertime von Mungo Jerry, erinnert. Die Band selbst wusste nicht so recht, ob sie sich mit dem Lied identifizieren lassen wollte – und veröffentlichte ihn unter dem Pseudonym Terry Dactyl & the Dinosaurs auf Jonathan Kings Musiklabel UK Records.
Jonas Akkordeon und Fernsehauftritte in Liegestühlen mit Sonnenschirmen sorgten im Sommer 1972 dafür, dass Seaside Shuffle in den britischen Charts bis auf Platz 2 stieg (am 12. August 1972), vor sich nur Alice Coopers School’s Out. Auch in den Hitparaden in Deutschland, den Niederlanden, Belgien, Frankreich, Spanien konnte die Single punkten – ein Erfolg, den die Band nicht wiederholen konnte, auch wenn sie noch weitere Singles unter ihrem „neuen“ Bandnamen veröffentlichte. 1975 lösten sich Brett Marvin & the Thunderbolts auf – bei denen übrigens nie jemand mit dem Namen „Brett Marvin“ gespielt hat.
Jona Lewie bekam einen Plattenvertrag als Solokünstler und veröffentlichte diverse Singles bei Sonet Records, die ihm kleinere Erfolge in Westeuropa brachten. Erst ein Wechsel zum Stiff-Label brachte ihm 1980 weiteren kommerziellen Erfolg in seinem Heimatland: You’ll Always Find Me in the Kitchen at Parties war ein Top-20-Hit, Stop the Cavalry – ein Anti-Kriegs-Weihnachtslied – stieg zum Weihnachtsfest 1980 bis auf Platz 3 der Charts und wurde mit Top-10-Notierungen in elf Ländern ein echter internationaler Hit.
Lewie lebt seither von den Tantiemen, die Stop the Cavalry an jedem Weihnachtsfest bringt, und von den Einkünften aus einigen klugen Investments. Im Dezember 2005 bat ihn der britische Fernsehsender Channel 4, mit anderen Altstars, die in Großbritannien Weihnachtshits hatten, eine neue Weihnachtssingle aufzunehmen: Bring Back the Christmas Number One.

## Diskografie

### Mit Brett Marvin & the Thunderbolts

#### Alben
- 1969: Gasoline (Britischer Blues Sampler mit Tracks der Band, sowie von Jona als John Lewis)
- 1970: Brett Marvin & the Thunderbolts
- 1971: Twelve Inches of …
- 1972: Alias Terry Dactyl and the Dinosaurs
- 1973: Ten Legged Friend

#### Singles
- Standing on the Platform
- Thoughts on You
- Little Red Caboose

### Terry Dactyl & the Dinosaurs
- 1972: Seaside Shuffle
- 1972: On a Saturday Night
- 1973: She Left, I Died

### Jona Lewie

#### Alben
- 1975: Alias Jona Lewie
- 1978: On the Other Hand There’s a Fist
- 1980: Gatecrasher (Kompilation)
- 1981: Heart Skips Beat
- 1993: Optimistic

#### Singles
- 1974: Piggyback Sue
- 1975: The Swan
- 1977: Cherry Rings
- 1977: Hallelujah Europa
- 1978: Come Away
- 1978: The Baby, She’s on the Street
- 1979: God Bless Whoever Made You
- 1979: You’ll Always Find Me in the Kitchen at Parties
- 1980: Big Shot – Momentarily
- 1980: Stop the Cavalry
- 1981: Louise (We Get It Right)
- 1981: Shaggy Raggy
- 1981: Re-arranging the Deckchairs on the Titanic
- 1982: I Think I’ll Get My Haircut
- 1983: Love Detonator
- 1993: Hallelujah Europa